# Karaca Dağ
Ne doit pas être confondu avec Mont Karadağ.
Le Karaca Dağ, en kurde Qerejdax, est un volcan bouclier situé dans le Sud-Est de la Turquie.
Il est aussi connu comme le « mont Masia » qui a donné son nom à une espèce d'iris trouvée sur cette montagne, Iris masia.
Le 6 mars 2006, un article du Spiegel indiquait que des chercheurs de l'Institut Max Planck pour la recherche en amélioration des plantes à Cologne avaient découvert que l'ancêtre commun de 68 types contemporains de céréales croît encore à l'état sauvage sur les pentes du mont Karaca Dağ. Les résultats suggèrent fortement que les pentes du Karaca Dağ sont le site de la première domestication de l'engrain (Triticum monococcum) il y a environ 9 000 ans.